# Списак генерала и адмирала ЈНА
Списак особа које су у имале генералске и адмиралске чинове у Југословенској народној армији (ЈНА), од увођења чинова у НОВ и ПОЈ, маја 1943. до нестанка ЈНА, маја 1992. године.
- Списак генерала и адмирала ЈНА: А
- Списак генерала и адмирала ЈНА: Б
- Списак генерала и адмирала ЈНА: В
- Списак генерала и адмирала ЈНА: Г
- Списак генерала и адмирала ЈНА: Д
- Списак генерала и адмирала ЈНА: Ђ и Е
- Списак генерала и адмирала ЈНА: Ж и З
- Списак генерала и адмирала ЈНА: И
- Списак генерала и адмирала ЈНА: Ј
- Списак генерала и адмирала ЈНА: К
- Списак генерала и адмирала ЈНА: Л и Љ
- Списак генерала и адмирала ЈНА: М
- Списак генерала и адмирала ЈНА: Н
- Списак генерала и адмирала ЈНА: О
- Списак генерала и адмирала ЈНА: П
- Списак генерала и адмирала ЈНА: Р
- Списак генерала и адмирала ЈНА: С
- Списак генерала и адмирала ЈНА: Т
- Списак генерала и адмирала ЈНА: Ћ, У и Ф
- Списак генерала и адмирала ЈНА: Х и Ц
- Списак генерала и адмирала ЈНА: Ч и Џ
- Списак генерала и адмирала ЈНА: Ш
- Списак генерала и адмирала ЈНА у резерви